# Hyperolius langi
Hyperolius langi es una especie de anfibios de la familia Hyperoliidae.
Habita en República Democrática del Congo, posiblemente Ruanda y posiblemente Uganda.
Su hábitat natural incluye bosques tropicales o subtropicales secos y a baja altitud, montanos secos, ríos, marismas de agua dulce y corrientes intermitentes de agua dulce.
Está amenazada de extinción por la pérdida de su hábitat natural.